# 小行星4054
小行星4054（英語：4054 Turnov）是一颗围绕太阳公转的小行星。1983年10月5日，安東寧·姆爾科斯在克列特发现了此天体。
这颗小行星的绝对星等为24.8714791367244等。